# Elena Iturrieta
Elena Iturrieta (Madrid, 24 de diciembre de 1984) más conocida por su nombre artístico ELE, es una cantante, compositora y pianista española.

## Carrera
Su álbum debut Summer Rain fue lanzado por Arcadia Music en octubre de 2014. 
En marzo de 2015 fue seleccionada para actuar y representar a España en el festival South by Southwest en Austin, Texas. Del mismo modo, designada por la revista Rolling Stone como su apuesta de futuro de 2015. Alcanzó dos semanas seguidas el n.º 1 en la Lista de Top Música del periódico 20 Minutos y fue elegida Talento Fnac 2015.
En 2018, ELE sacó su segundo disco, What Night Hides, grabado en Londres, en los estudios Abbey Road. 
Con ocasión del confinamiento por la pandemia de COVID-19, el banco español Bankinter lanzó un anuncio publicitario con la canción «Volverán esos momentos», con una gran acogida por el público. La letra es del publicista Leandro Raposo.

## Discografía
- Summer Rain (2014) (Arcadia Music)
- What Night Hides (2018)